# Der Untertan
Der Untertan è un film del 1951 diretto da Wolfgang Staudte. La sceneggiatura firmata dallo stesso regista e da suo padre, Fritz Staudte, si basa sull'omonimo romanzo di Heinrich Mann.

## Produzione
Le riprese del film, che fu prodotto dalla Deutsche Film (DEFA) e venne girato negli studi di Potsdam-Babelsberg, iniziarono il 1º marzo 1951 e durarono fino al 22 giugno dello stesso anno.

## Distribuzione
Distribuito dalla VEB Progress Film-Vertrieb, uscì nelle sale cinematografiche della Germania Est il 31 agosto 1951, presentato al Babylon di Berlino Est.